# 在中日本人
在中日本人（ざいちゅうにほんじん）とは、中国や台湾で生活する日本人のことである。
2018年10月現在、中華人民共和国（香港とマカオを含む）に3ヶ月以上在留している日本国籍保有者の数は171,763人で、アメリカ合衆国在留に次ぐ人数となっている。最も多い都市は上海市の40,747人。中華民国（台湾）に在留している日本国籍保有者の数は24,280人。中国在留者のうち永住者は2.7%で、ほとんどの人は将来、日本に戻る予定がある。

## 歴史

### 第二次世界大戦前後
1932年3月1日の満洲国建国以降、日本の内地から満洲への移住（満蒙開拓移民）が実行され、約32万人の開拓民が送り込まれることとなった。終戦に伴い、日本人開拓民らの集団引き揚げが実施されたが、敗戦後の混乱の中で総計2700人の残留婦人・残留孤児が日本への帰国を果たせなかった。

### 21世紀
両国間の貿易額の増加に伴い、中国の在中日本人の数は2011年までの10年で5万3000人から14万1000人と、約3倍に跳ね上がったが、2012年10月の150,399人をピークに近年は減少し続けている。2012年9月に尖閣諸島国有化があった。

## 在中日本人学校
- 中華人民共和国
  - 広州日本人学校 (ZH/ZH-YUE) < 公式サイト >
  - 上海日本人学校（特支 「特別支援教室」）< 公式サイト >-2校舎があり2006年現在世界最大規模。
  - 大連日本人学校（幼）< 公式サイト >
  - 青島日本人学校 < 公式サイト >- 2004年開校
  - 蘇州日本人学校 < 公式サイト >- 2005年開校
  - 深圳日本人学校 (ZH) < 公式サイト >- 2008年開校
  - 杭州日本人学校 < 公式サイト >- 2008年開校
  - 天津日本人学校 < 公式サイト >
  - 北京日本人学校（特支 「支援教室」）< 公式サイト >
- 中華民国（台湾）
  - 台中日本人学校（英語版）（ZH）< 公式サイト >
  - 台北日本人学校（台北市日僑学校）（特支学級はないが個別支援）< 公式サイト >
  - 高雄日本人学校（ZH）< 公式サイト >
- 中国（香港）
  - 香港日本人学校香港校小学部（特支 「特別支援教室」）　< 公式サイト > – 1966年（昭和41年）開校。
  - 香港日本人学校大埔校　（特支 「特別支援教室」）< 公式サイト >
  - 香港日本人学校香港校中学部（特支 「特別支援教室」）　< 公式サイト >

## 日系中国人
日本にルーツを持つ中国国籍所持者は日系中国人（にっけいちゅうごくじん）という。

### 著名な日系中国人
- 蔣緯国
- 愛新覚羅慧生
- 鄭成功
- 嵯峨浩
- 中村祐人